# Gara Fier
Gara Fier (în albaneză Stacioni Hekurudhor Fier) este gara care deservește Fier, un oraș din regiunea Fier, în Albania.
Gara a fost deschisă pe 13 octombrie 1968, odată cu inaugurarea prelungirii căii ferate Durrës–Vlorë dinspre Rrogozhina. Fier a ramăs gară terminus până când linia a fost extinsă spre sud și a ajuns la Ballsh, în 1975, deși trenuri de pasageri la sud de Fier nu au început să circule decât în 1985.
În anii Republicii Populare Albania, când infrastructura rutieră era puțin dezvoltată, Fier și Laç au fost noduri feroviare extrem de circulate de către trenuri transportând minereuri și îngrășăminte. În 1991, Centrul Internațional pentru Dezvoltarea Îngrășămintelor raporta că 80-90% din îngrășămintele produse în Fier și Laç erau transportate pe calea ferată. Deși estimările timpilor de călătorie erau pozitive (spre exemplu, de la Fier la Laç în opt ore), Centrul Internațional considera că metodele de transport nu erau potrivite (marfa era transportată în vagoane neacoperite), necesitând o urgentă revizuire.